# Linn Gossé
Linn Gossé, née le 25 juin 1986 à Bærum, est une handballeuse internationale norvégienne qui évolue au poste d'ailière gauche.
Avec l'équipe de Norvège, elle connaît sa première sélection en septembre 2005 face au Portugal. En 2012, elle est finaliste du championnat d'Europe. 

## Palmarès
championnat d'Europe
- finaliste du championnat d'Europe 2012[3]

autres
- finaliste du championnat du monde junior en 2005